# Uribante (paroisse civile)
Pour les articles homonymes, voir Uribante.
Uribante est l'une des quatre paroisses civiles de la municipalité d'Uribante dans l'État de Táchira au Venezuela. Sa capitale est Pregonero, chef-lieu de la municipalité.